# Couvent de la Résurrection de Saragosse

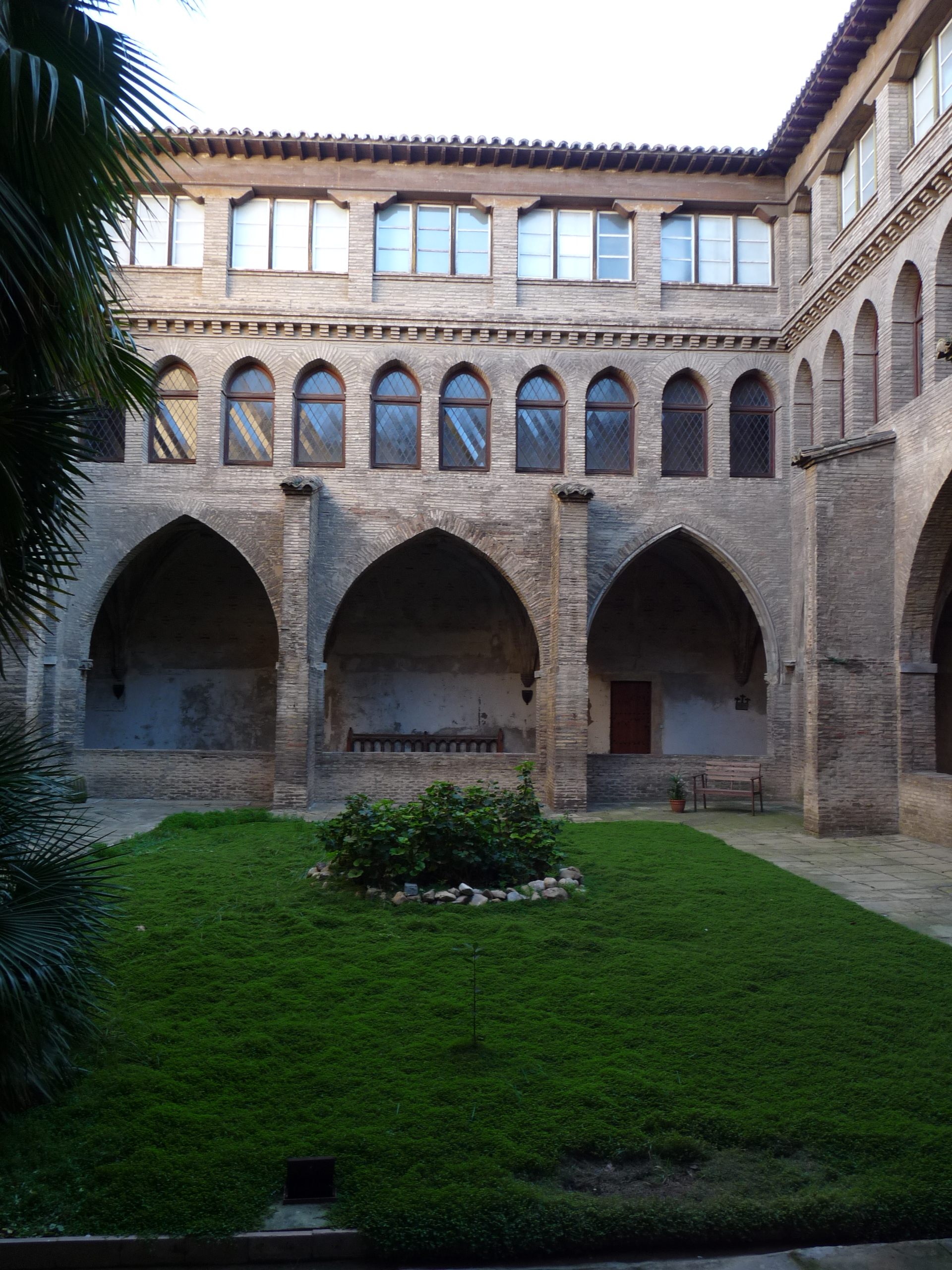
Vue du cloître du couvent du Saint-Sépulcre.

Le couvent de la Résurrection ou Couvent du Saint-Sépulcre est un couvent de Saragosse en Espagne appartenant aux chanoinesses régulières du Saint-Sépulcre datant du XIVe siècle.

## Historique

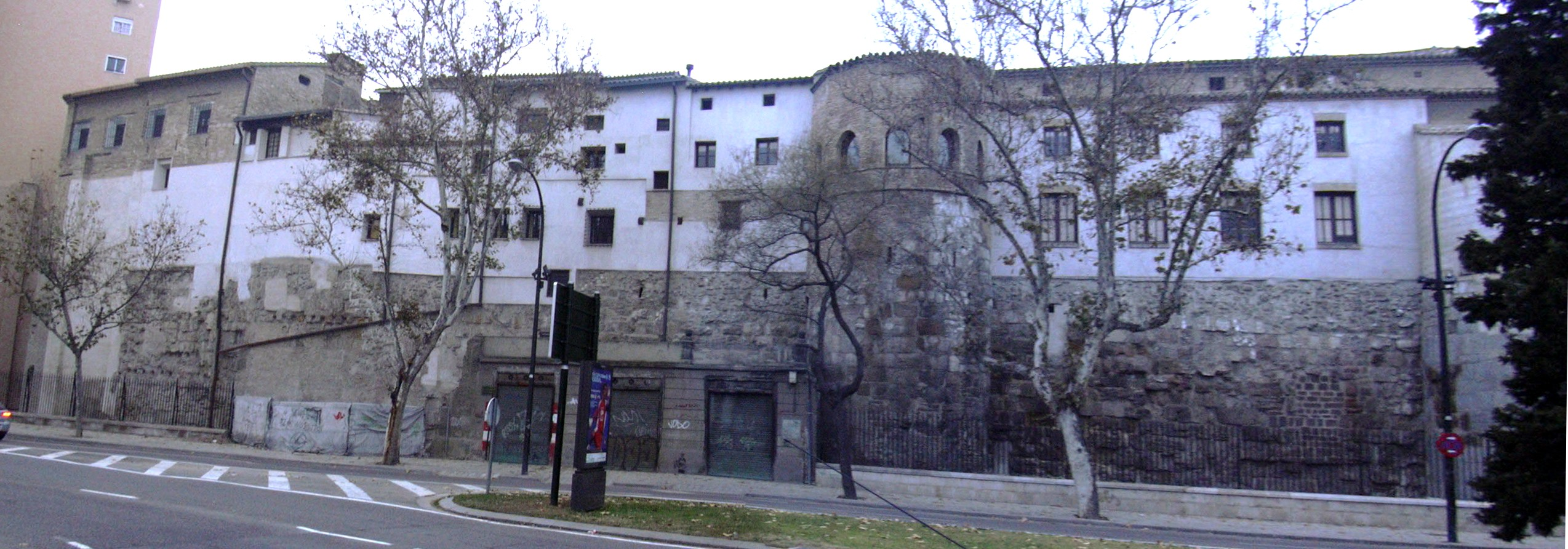
Façade du couvent.

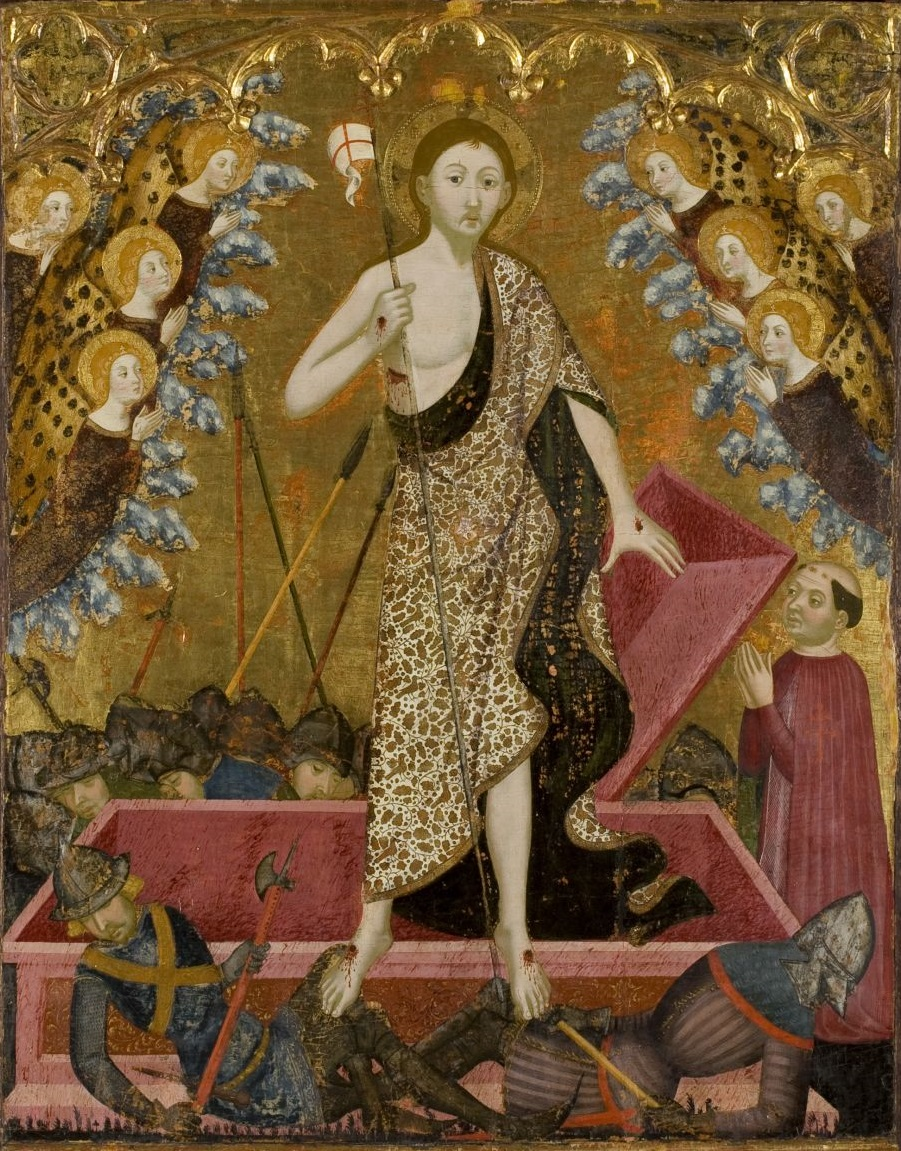
Tableau du retable de la Résurrection du Christ (1361-1362).

Le couvent est construit à l'angle nord-est du rempart romain de la ville. Il est fondé en 1276 à l'initiative de la marquise Gil de Rada, fille illégitime de Thibaut II de Navarre et épouse du baron de Hijar, chevalier au service de l'ordre canonial régulier du Saint-Sépulcre (1245-1299), lui-même bâtard de Jacques II d'Aragon. La proximité de la fondatrice avec les maisons d'Aragon et de Navarre lui donne d'emblée un caractère aristocratique qui se caractérise également par le recrutement de ses dames de chœur dans la noblesse. La première abbesse est la fille de la fondatrice, Thérèse de Rada.
La construction du couvent est menée en plusieurs étapes au tournant du XIIIe siècle et du XIVe siècle. Le frère Martin de Alpartir (mort en 1361), chanoine de la collégiale du Saint-Sépulcre de Catalayud et trésorier de l'archevêque de Saragosse Lope Fernandez de Luna (1321-1382), en est l'un des plus importants mécènes. Martin de Alpatir entreprend la construction du cloître et ordonne la construction du réfectoire, des cuisines, etc. Il patronne également le retable exécuté en style italo-gothique par Jaime Serra (1361-1362) aujourd'hui au musée de Saragosse dans la collection gothique.
La petite église Saint-Nicolas est annexée par le couvent au XIVe siècle pour lui servir d'église conventuelle, fonction qu'elle exerce toujours aujourd'hui.
De nombreux objets d'art en provenance du couvent sont visibles de nos jours au musée de Saragosse, comme le retable en trois parties de saint Julien et de sainte Lucie (dernier quart du XIVe siècle) avec des scènes de la Passion du Christ attribué à Pedro Serra ; le retable de saint Fabien provenant de l'église Saint-Nicolas (milieu du XVe siècle) ; l'ange gardien devant la Sainte Vierge, œuvre de Jaime Huguet, etc.
La façade qui donne sur la rue Don Teobaldo a été restaurée en 1884 par Ricardo Magdalena (1849-1910) en style néo-mudéjar. Il a ainsi utilisé des azulejos du XVIe siècle qui se trouvaient à l'intérieur du monastère. D'autres restaurations ont eu lieu en 1960 et  en 1975.
Le couvent abrite toujours une communauté de chanoinesses régulières du Saint-Sépulcre qui accueillent des pèlerins et organisent des retraites spirituelles.

## Architecture
Le couvent s'organise autour d'un cloître orné de voûtes simples dont les clefs sont ornés de motifs héraldiques, les armes de l'archevêque de Saragosse et du roi Pierre IV d'Aragon. Du cloître, on accède à la salle capitulaire, à la chapelle et à l'ancien réfectoire.
La chapelle est recouverte d'une structure de bois de style mudéjar et partagée en trois parties rectangulaires divisées par des arcs doubles. L'ancien réfectoire a été restauré en 1560. La salle capitulaire est remarquable par ses ogives et son sol de céramiques.

## Illustrations

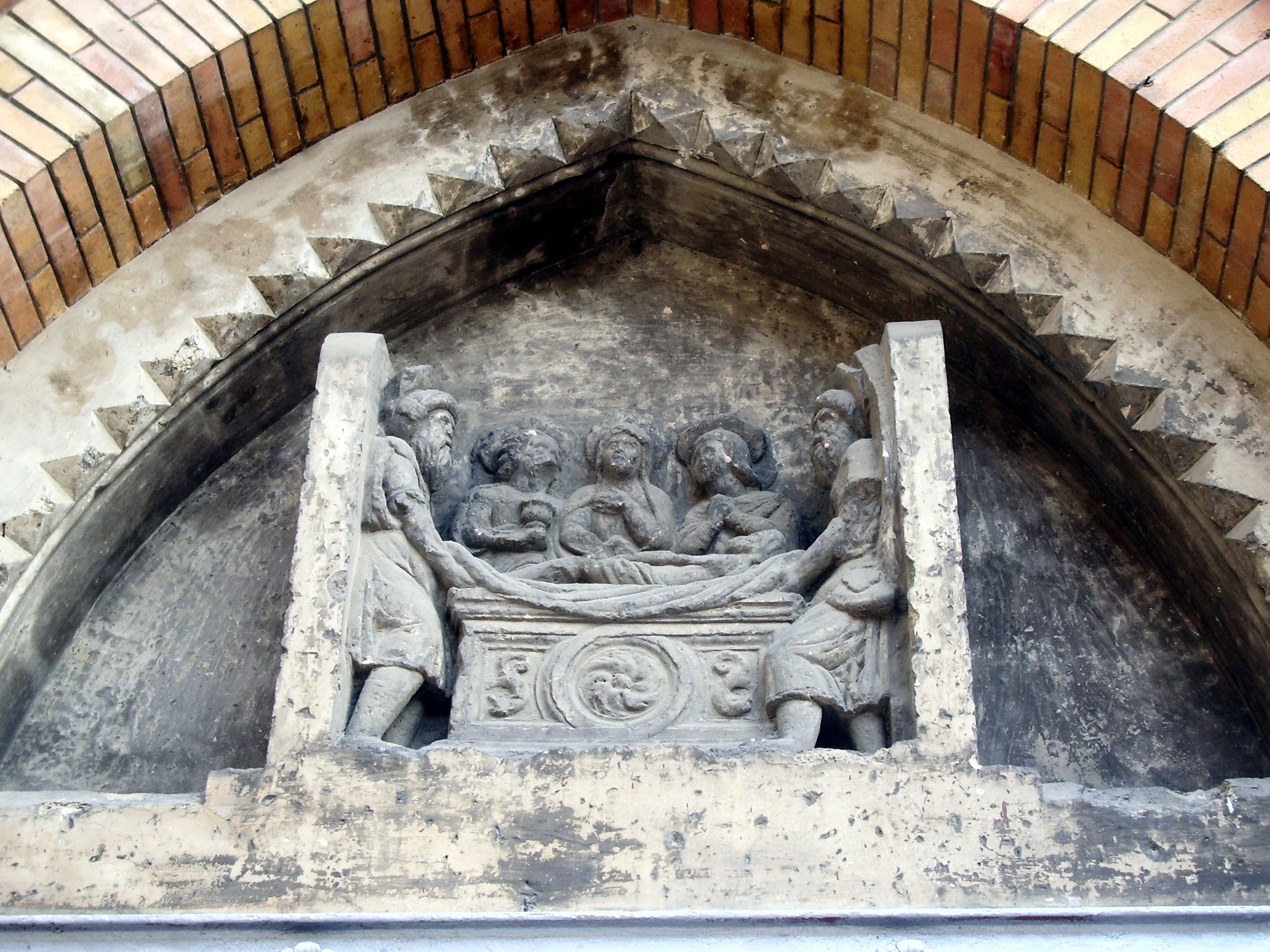
Bas-relief représentant la Mise au Tombeau du Christ.
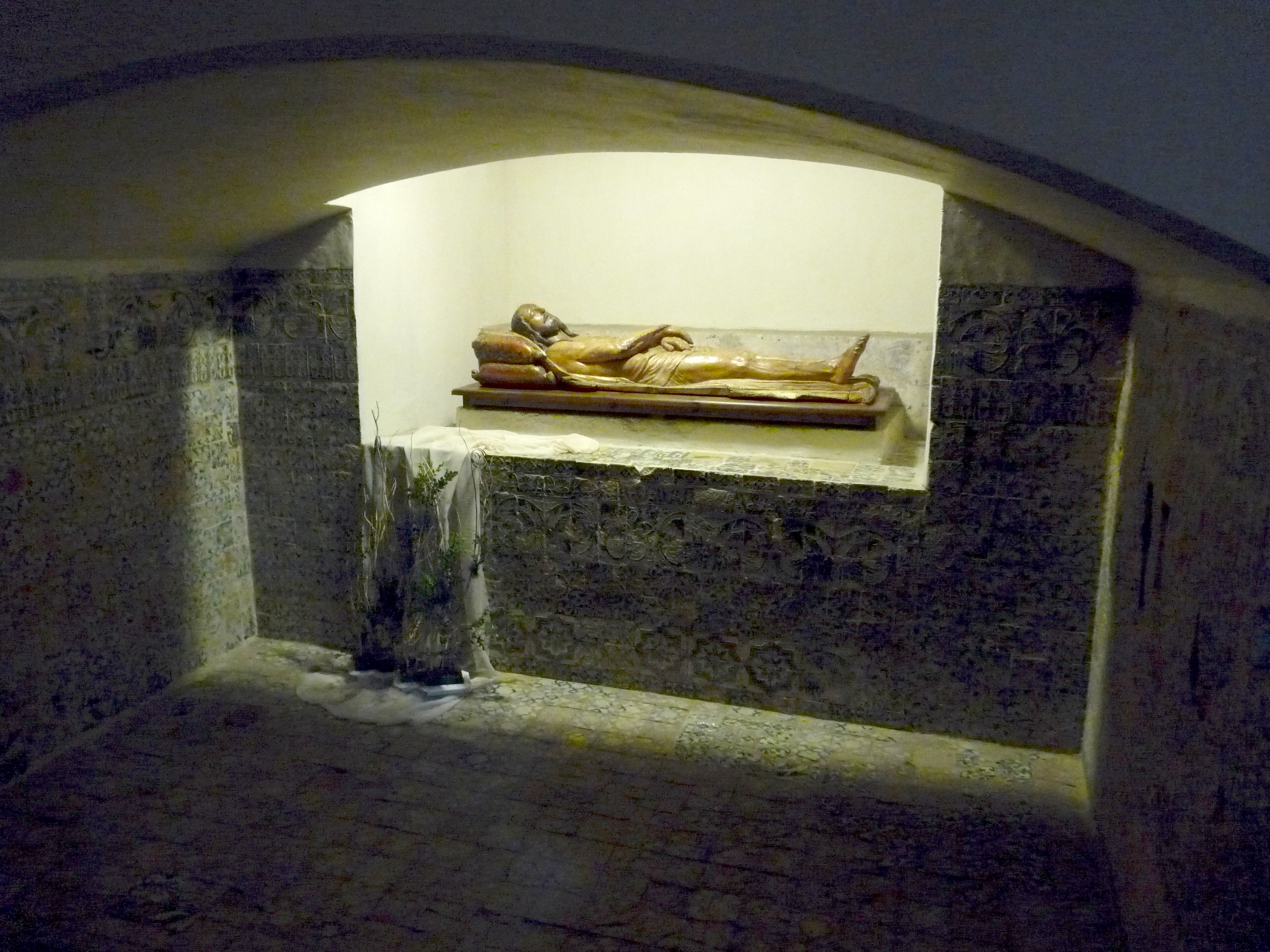
Christ gisant, salle capitulaire du couvent.
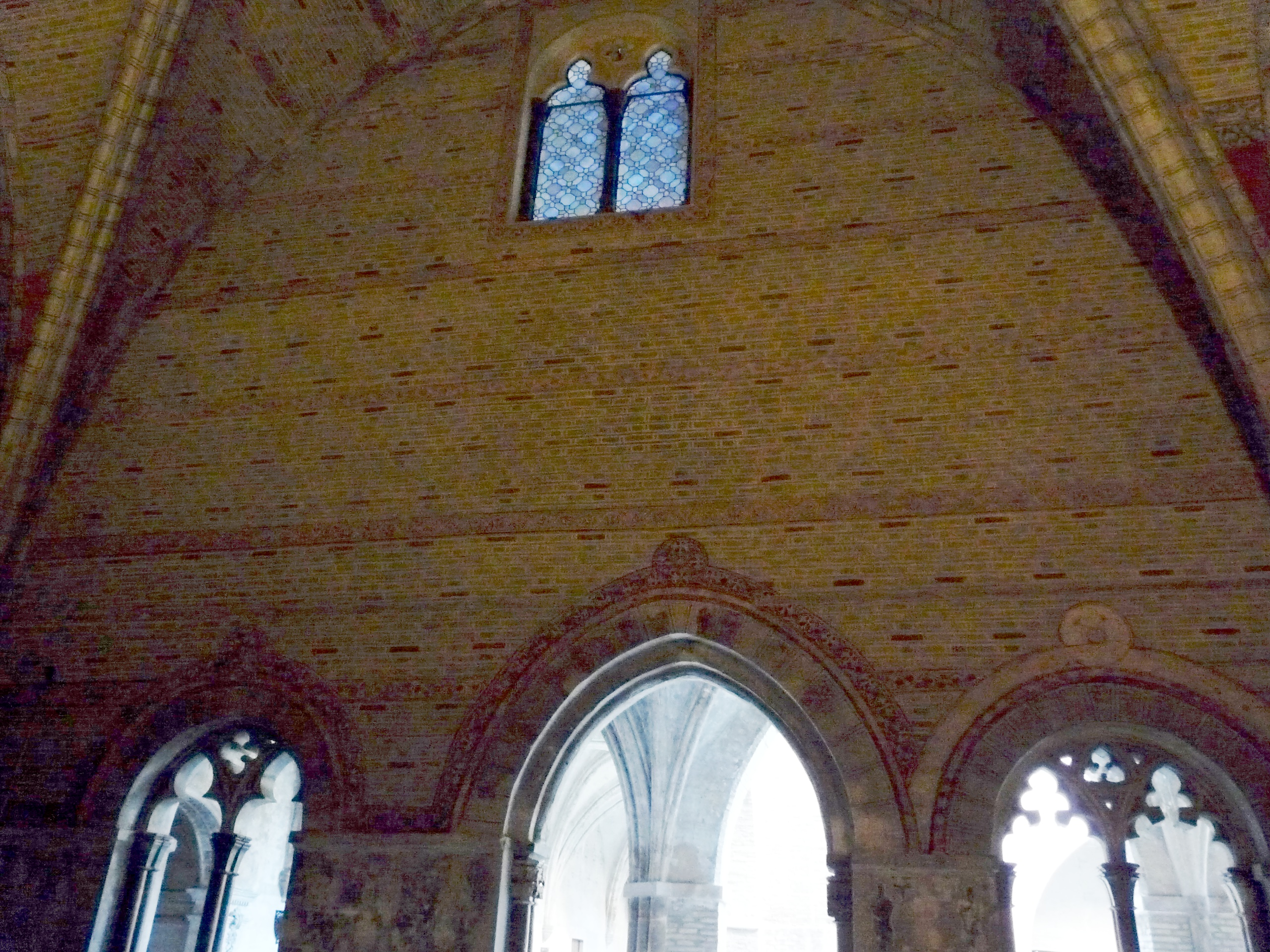
Détail d'un mur de la salle capitulaire donnant sur le cloître.
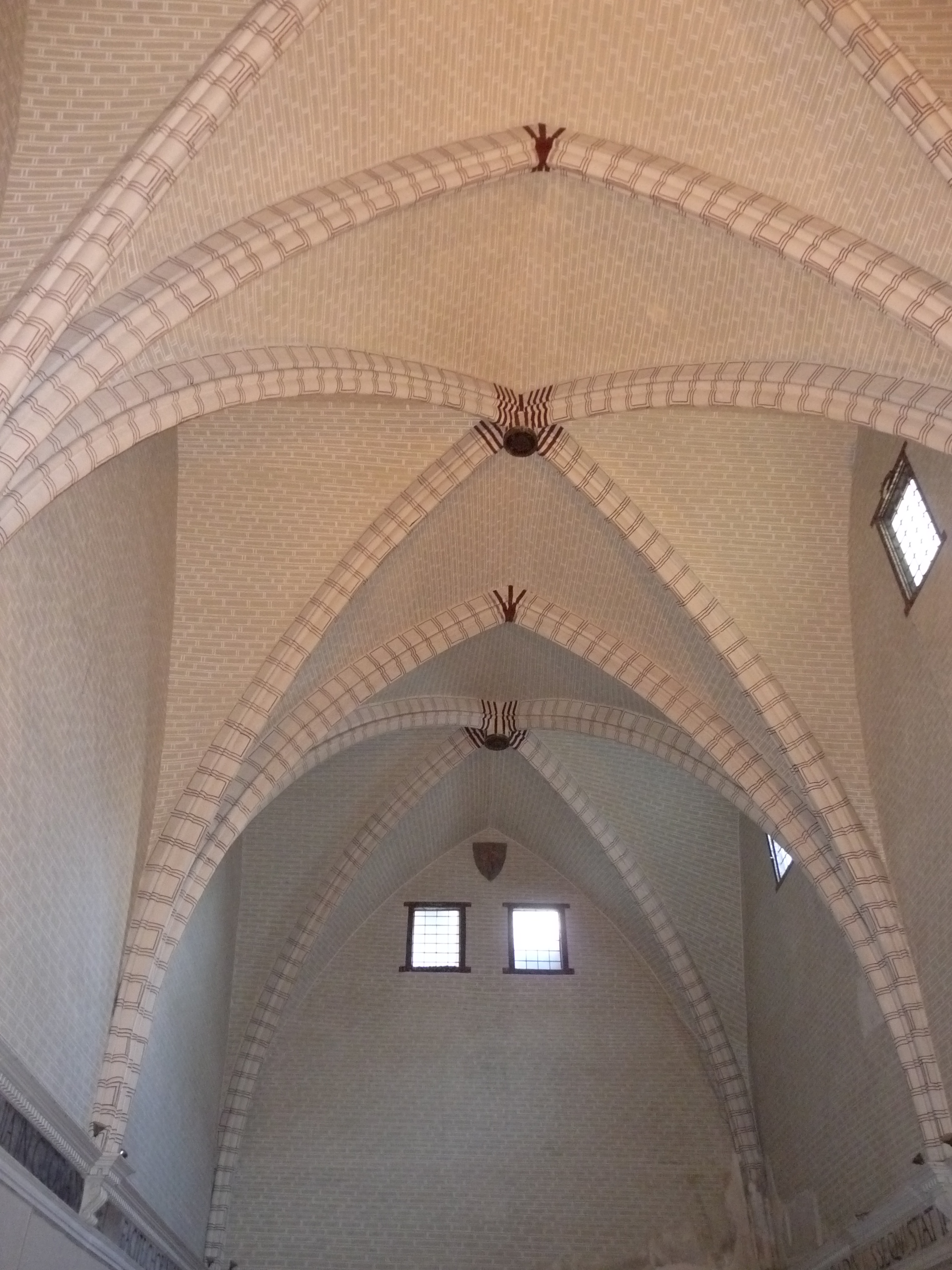
Voûtes du réfectoire.
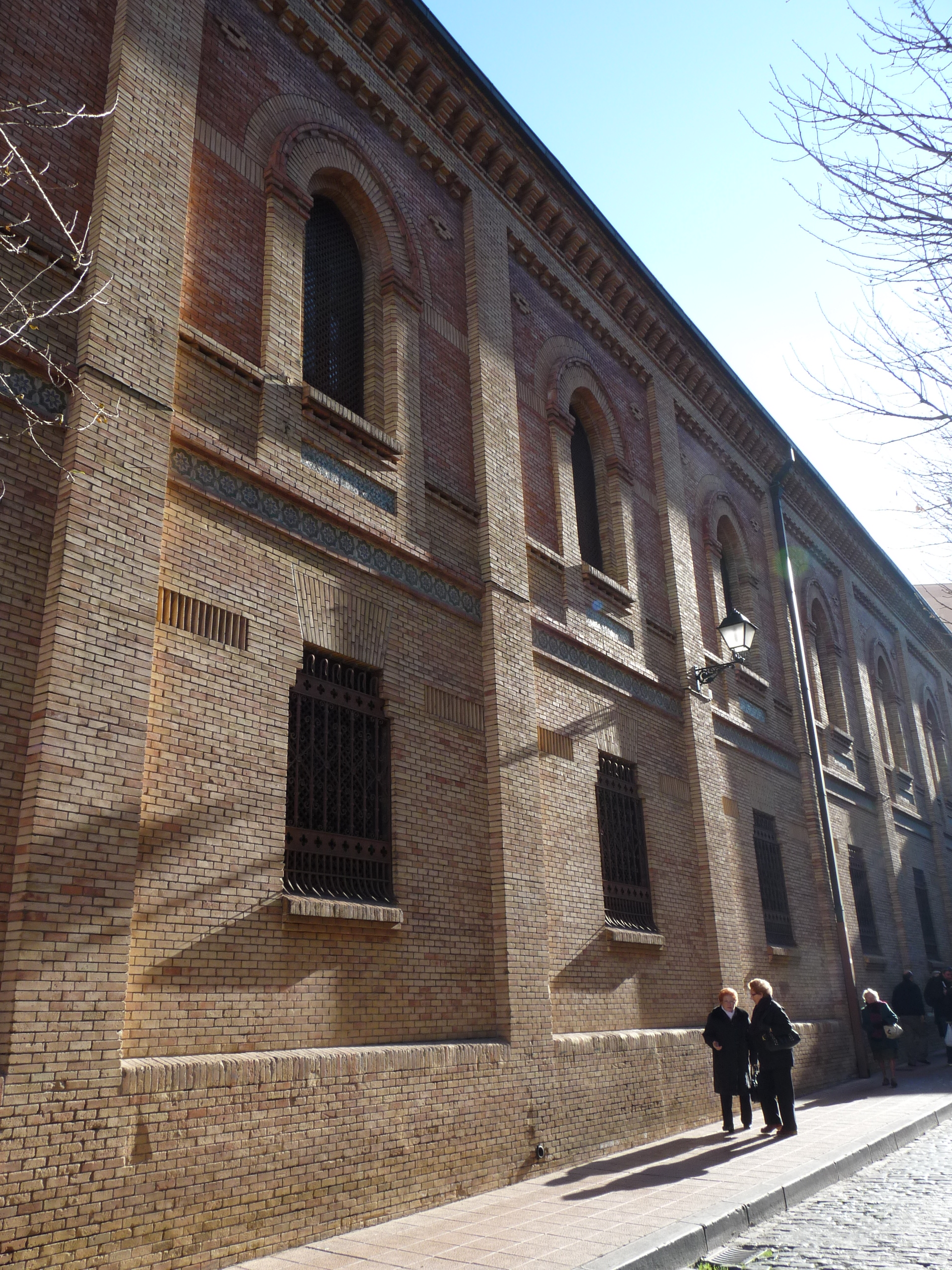
Détail de la façade.
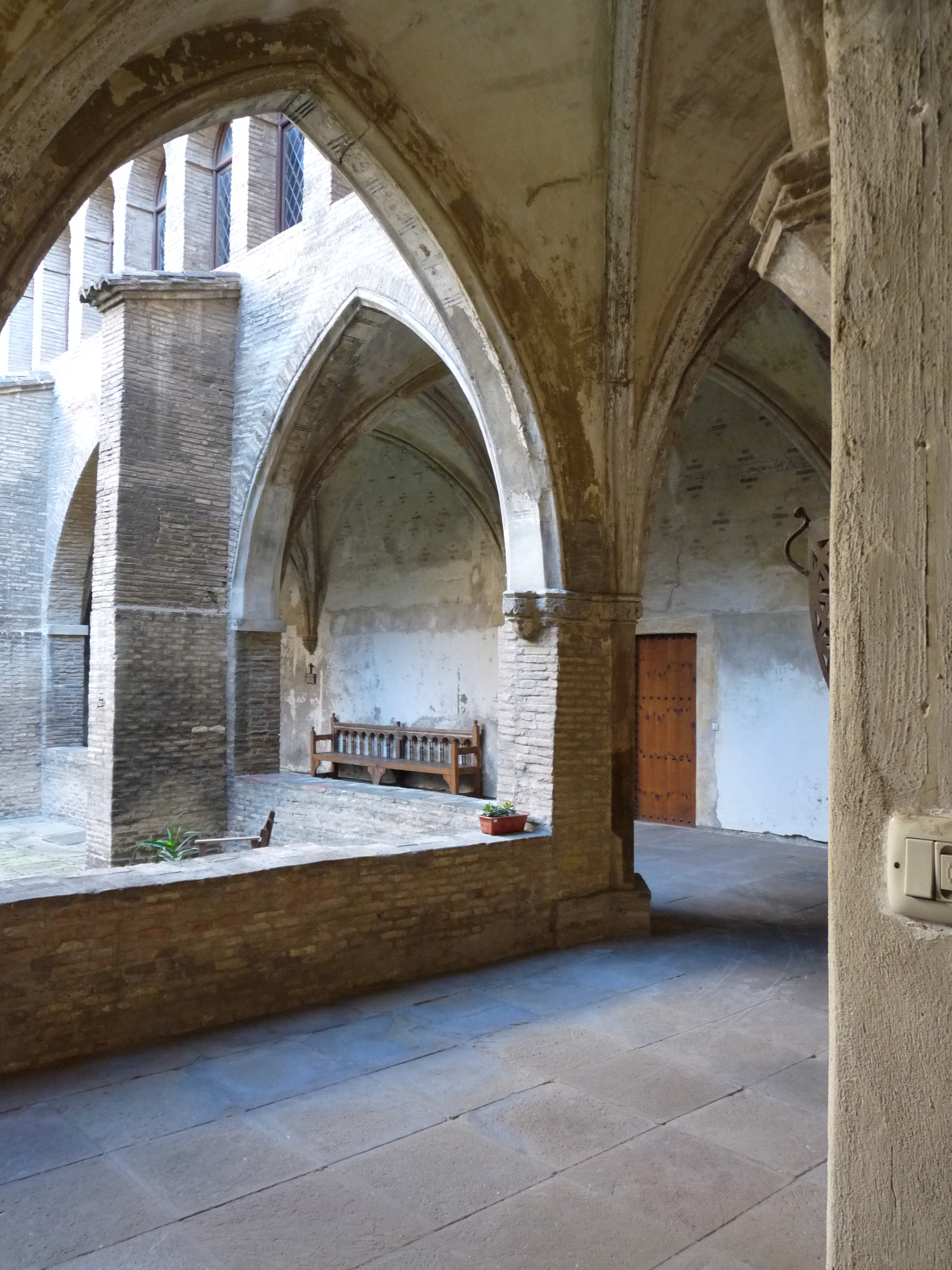
Détail du cloître.

### Sources
- (es) Cet article est partiellement ou en totalité issu de l’article de Wikipédia en espagnol intitulé « Convento del Santo Sepulcro » (voir la liste des auteurs).